# Джадт, Тони
Тони Джадт (англ. Tony Robert Judt, 2 января 1948, Лондон — 6 августа 2010, Нью-Йорк) — британско-американский историк, специалист по новейшей истории Европы. Член Американской академии искусств и наук (1996), член-корреспондент Британской академии (2007).

## Биография
Из секулярной еврейской семьи. Мать — потомок эмигрантов из России и Румынии, отец мальчиком приехал в Ирландию из Бельгии. В семье говорили на английском и французском языках. Окончил Кингз-колледж в Кембридже (1969). Год учился в Эколь Нормаль, защитил диссертацию по философии в 1972 году. В студенческие годы исповедовал марксизм, увлёкся сионизмом (в 1966—1967 год работал в киббуце в Маханаиме водителем и переводчиком), вскоре отошел от и того и другого, впоследствии разделял «универсалистские социал-демократические» взгляды и говорил о необходимости разработки новой левой идеологии.
Преподавал историю Франции в alma mater (1972—1978), затем социальную историю в Беркли. В 1980 году вернулся на родину, был профессором в колледже Св. Анны в Оксфорде. С 1987 году — в Нью-Йоркском университете, возглавлял Институт Эриха Марии Ремарка. Сотрудничал с журналами New York Review of Books (), The New Republic (до 2003).
В сентябре 2008 года у него был диагностирован боковой амиотрофический склероз, от осложнений которого ученый и скончался. Его некрологи были опубликованы в крупнейших газетах и журналах Великобритании и США.
Признание
- Премия Оруэлла за жизненное достижение (2009)
- Премия Ханны Арендт (2007)

## Основные труды
- Marxism and the French Left : Studies on Labour and Politics in France 1830—1981, Clarendon, 1990 ISBN 0-19-821578-9.
- A Grand Illusion ? : An Essay on Europe, Douglas & McIntyre, 1996. ISBN 0-8090-5093-5
- The Burden of Responsibility : Blum, Camus, Aron, and the French Twentieth Century, University of Chicago Press, 1998. ISBN 0-226-41418-3
- Socialism in Provence 1871—1914 : A Study in the Origins of the Modern French Left, Cambridge University Press, 1979. ISBN 0-521-22172-2
- Identity Politics In A Multilingual Age, Tony Judt & Denis Lacorne, eds., Palgrave, 2004. ISBN 1-4039-6393-2
- Postwar : A History of Europe since 1945, Penguin Press, 2005 (Европейская книжная премия, 2008, номинация на Пулитцеровскую премию за нехудожественную литературу (2006)) ISBN 1-59420-065-3.
- With Us or Against Us: Studies in Global Anti-Americanism, Tony Judt & Denis Lacorne, eds. Palgrave, 2005. ISBN 0-230-60226-6.
- Reappraisals. Reflections on the Forgotten Twentieth Century, Penguin Press, 2008. ISBN 1-59420-136-6.
- Ill Fares the Land, Penguin Press, 2010. ISBN 978-1-59420-276-6.
- The Memory Chalet, William Heinemann[англ.], 2010. ISBN 978-0-434-02096-6.
- Judt, Tony; Snyder, Timothy, Thinking the Twentieth Century, Penguin Press, 2012. ISBN 978-1-59420-323-7.
- When the Facts Change: Essays, 1995–2010', Penguin Press, 2015. ISBN 978-1-59420600-9.

## Публикации на русском языке
- Статьи в Русском журнале
- Осмысление двадцатого века
- «Несчастная земля»: размышления о будущем социал-демократии